# Ambarès-et-Lagrave
Ambarès-et-Lagrave – miejscowość i gmina we Francji, w regionie Nowa Akwitania, w departamencie Gironde.
Według danych na rok 1990 gminę zamieszkiwało 10 195 osób, a gęstość zaludnienia wynosiła 412 osób/km² (wśród 2290 gmin Akwitanii Ambarès-et-Lagrave plasuje się na 35. miejscu pod względem liczby ludności, natomiast pod względem powierzchni na miejscu 379.).